# Callanthias ruber
Callanthias ruber Rafinesque, 1810, conhecido pelo nome comum de canário ou perca-real-do-Atlântico, é uma espécie de peixe pertencente à família Callanthiidae. Alguns autores consideram o género Callanthias como parte da família Serranidae. A espécie tem distribuição natural no nordeste do Atlântico, desde a Mancha até às costas da Mauritânia, incluindo os arquipélagos da Macaronésia.

## Descrição
A espécie é morfologicamente similar a Anthias anthias, de que difere pela forma mais alongada do corpo, pelos olhos maiores e com reflexos multicores e pela cauda com as duas pontas (muito alongadas) de igual comprimento. A espécie é fusiforme, com um comprimento corporal que não ultrapassa os 25 cm.
O coloração é avermelhada, semelhante à de Anthias anthias, mas tem as barbatanas dorsal e anal de cor amarela. Esta coloração é que exibem os peixes capturados com redes, mortos, sendo que as cores in vivo não são conhecidas.
A espécie tem a sua distribuição natural restritas às águas costeiras e aos montes submarinos do Atlântico Nordeste e da Macaronésia, ocorrendo desde o Canal da Mancha (onde é raro) a norte até à costa da Mauritânia a sul, incluindo as ilhas dos Açores, Madeira e Canárias e as costas do Mediterrâneo. Em toda a área de distribuição natural é uma espécie esporádica, pouco comum em todos os lugares onde ocorre, aparecendo a profundidades entre os 200 e os 500 metros, geralmente sobre fundos rochosos, mas por vezes sobre fundos constituídos por materiais não consolidados.
Callanthias ruber é uma espécie carnívora.